# Анатомія меланхолії
«Анатомія меланхолії» (англ. The Anatomy of Melancholy; повна назва: «Анатомія меланхолії, що це таке: з усіма її видами, причинами, симптомами, прогнозами та кількома способами її лікування. У трьох частинах з їхніми розділами, частинами та підрозділами. Філософсько, з медицини, з історії, відкрито та розрізано») — книга Роберта Бертона, вперше опублікована 1621 року, але перевидана ще п'ять разів протягом наступних сімнадцяти років із суттєвими змінами та розширеннями.

## Огляд
Зовні книга представлена як медичний підручник, у якому Бертон у схоластичній манері застосовує свої величезні та різноманітні знання до теми меланхолії (або клінічної депресії). Незважаючи на те, що «Анатомія меланхолії» представлена як медичний текст, вона є так само sui generis (унікальним) літературним твором, як і науковим чи філософським текстом, оскільки Бертон охоплює набагато більше, ніж титульну тему. «Анатомія меланхолії» використовує меланхолію як лінзу, крізь яку можна ретельно дослідити всі людські емоції та думки, і практично весь вміст бібліотеки XVII століття спрямовано на службу цій меті. Вона енциклопедична за своїм обсягом і довідковістю.
У своїй сатиричній передмові до читача персона Бертона та псевдонім «Демокріт молодший» пояснює: «Я пишу про меланхолію, будучи зайнятим, щоб уникнути меланхолії». Це характерно для стилю автора, який часто витісняє переваги книги як медичного тексту, чи історичного документа як основного джерела привабливості для шанувальників. Як сатиричний, так і серйозний за тоном, «Анатомія меланхолії» «оживлена всепроникним гумором [Бертона]», а відступний та інклюзивний стиль Бертона, який часто межує з потоком свідомості, послідовно інформує та оживляє текст.[джерело?] На додаток до авторських технік, «Анатомія меланхолії» відрізняється широтою охоплення — розглядаються такі теми, як травлення, гобліни, географія Америки та інші – що роблять його цінним внеском у різні дисципліни.

## Публікація
Бертон був одержимим редактором власної праці, опублікувавши п'ять перероблених і розширених видань «Анатомії меланхолії» за своє життя. Його часто не друкували, особливо між 1676 і 1800 роками. Оскільки не збереглося жодного оригінального рукопису «Анатомії меланхолії», пізніші перевидання були більш-менш точно взяті з видань, опублікованих за життя Бертона. Ранні видання стали суспільним надбанням, деякі з них доступні з онлайн-джерел, таких як Проєкт «Гутенберг». В останні десятиліття підвищений інтерес до книги в поєднанні з її статусом суспільного надбання призвів до появи нових друкованих видань, останнім часом у 2001 році було передруковано видання 1932 року The New York Review of Books під назвою «NYRB Classics» (ISBN 0-940322-66-8), і нове видання в 2023 році у видавництві Penguin Classics під редакцією Ангуса Гоуленда (ISBN 978-0-141192-28-4).

## Конспект
Бертон визначив свою тему так:
|  | Меланхолія, яка є предметом нашої сьогоднішньої розмови, буває або схильністю, або звичкою. За вдачею - це та тимчасова меланхолія, яка з'являється і зникає при кожній незначній нагоді смутку, потреби, хвороби, неприємності, страху, горя, пристрасті або збурення розуму, будь-якої турботи, невдоволення або думки, яка викликає муку, тупість, тяжкість і роздратування духу, все, що протилежне задоволенню, веселощам, радості, захопленню, що викликає в нас завзятість або неприязнь. У цьому двозначному і неправильному значенні ми називаємо його меланхолійним, тобто похмурим, сумним, кислим, грубим, недоброзичливим, самотнім, будь-яким чином зворушеним або незадоволеним. І від цієї меланхолійної вдачі не вільна жодна людина, жоден стоїк, жоден мудрий, жоден щасливий, жоден терплячий, жоден щедрий, жоден благочестивий, жоден божественний, жоден, хто може себе виправдати; жоден, хто добре тримається, але більш-менш, колись чи пізніше, відчуває, що він не розумний. Меланхолія в цьому сенсі - це характер Смертності... Ця меланхолія, яку ми маємо лікувати, є звичкою, серйозною недугою, усталеним гумором, як називає її Аврелій та інші, не мандрівним, а фіксованим: і як вона довго наростала, так тепер, коли вона (приємна чи болюча) перетворилася на звичку, її навряд чи вдасться позбутися. |

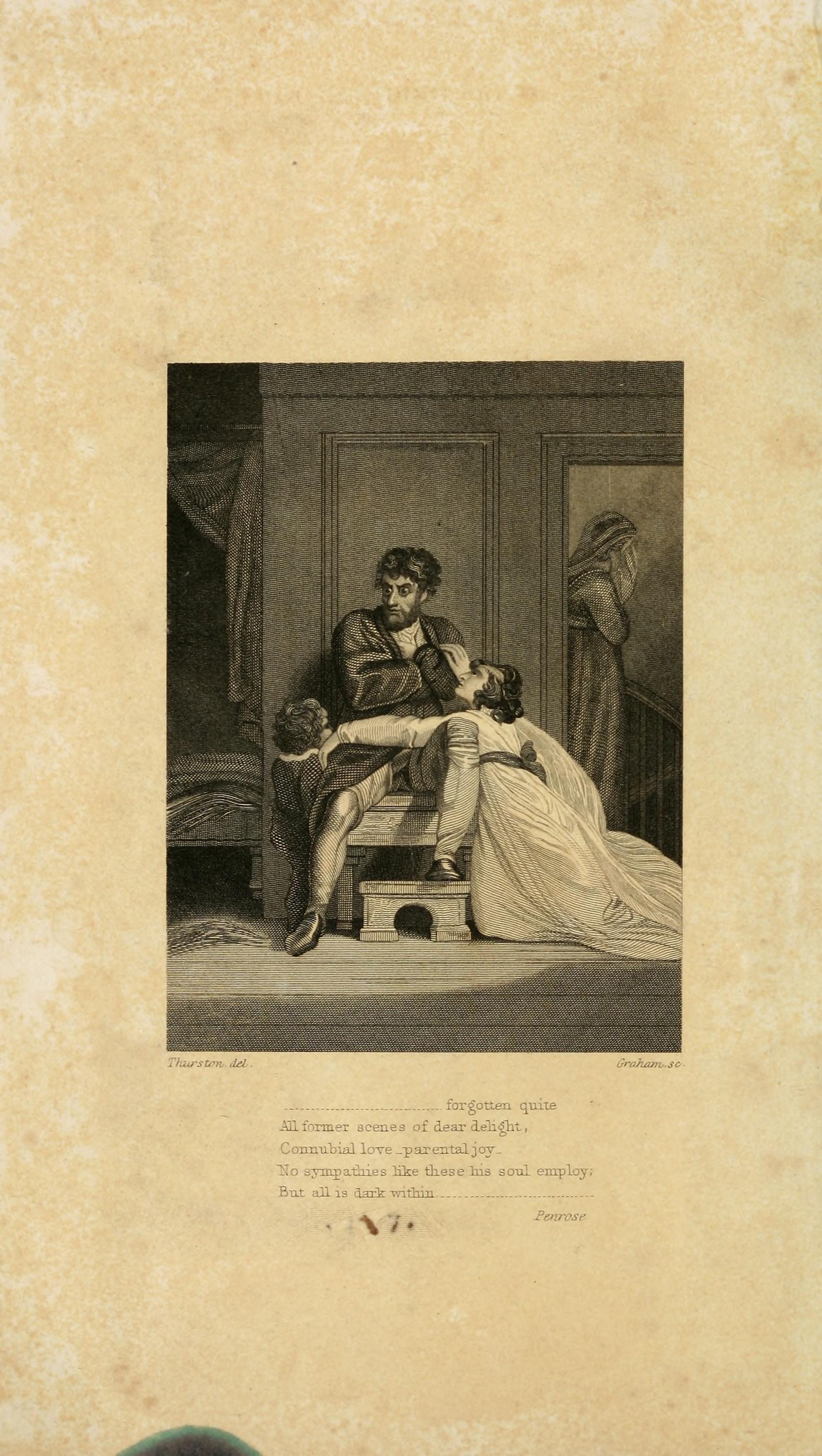
Включено ілюстрований фронтиспис до оригінального видання 1652 р.

Викладаючи свою тему, Бертон спирався майже на всі науки свого часу, включаючи психологію та фізіологію, а також астрономію, метеорологію, теологію та навіть астрологію та демонологію.
Значна частина книги цитує давніх і середньовічних медичних авторитетів, починаючи з Гіппократа, Арістотеля та Галена. Тому «Анатомія меланхолії» наповнена більш-менш доречними посиланнями на праці інших. Компетентний латиніст, Бертон включив до «Анатомії» багато латинських віршів, багато з яких зі стародавніх джерел, які залишилися неперекладеними. Хоча його «цитати» звучать переконливо, багато з них неправильні, вирвані з контексту або просто сфабриковані.
«Анатомія меланхолії» особливо об'ємна, перше видання було окремим томом кварто майже 900 сторінок; наступні видання були ще довшими. Текст складається з трьох основних розділів та вступу, написаного у розлогому стилі Бертона. Характерно, що вступ містить не лише авторську примітку (під назвою «Демокріт-молодший до читача»), але й латинський вірш («Демокріт-молодший до своєї книги»), застереження «Читачеві, який погано використовує своє дозвілля», анотацію наступного тексту та ще один вірш, що пояснює фронтиспіс. Наступні три розділи побудовані так само вичерпно: перший розділ присвячений причинам і симптомам «звичайної» меланхолії, другий — способам лікування меланхолії, а третій — більш складним і езотеричним меланхоліям, включаючи меланхолію закоханих і всілякі релігійні меланхолії. «Анатомія» завершується розлогим покажчиком (який The New York Times Book Review назвав «читацьким задоволенням»). Більшість сучасних видань додають пояснювальні примітки та перекладають більшу частину латини.

## Критичний прийом
Шанувальники «Анатомії меланхолії» варіюються від Семюела Джонсона, Голбрука Джексона (чия «Анатомія бібліоманія» [1930] базувалася на стилі та викладі), Джорджа Армстронга Кастера, Чарлза Лема та Джона Кітса (який казав, що це його улюблена книга) до Нортропа Фрая, Стенлі Фіша, Ентоні Павелла, Філіпа Пуллмана, Сая Твомблі, Хорхе Луїса Борхеса (який використав цитату як епіграф до свого оповідання «Вавилонська бібліотека»), О. Генрі (Вільям Сідні Портер), Вільяма Гасса (який написав перевидання «Вступ до класики NYRB 2001»), Ніка Кейва, Семюела Беккета, Ансгар Аллен (чия «Анатомія Бертона» була спродюсована видалення понад півмільйона слів із рукопису Бертона), і Жака Барзуна (який бачить це передвіщенням психіатрії ХХ століття). За словами літературного критика The Guardian Ніка Лезарда, «Анатомія» «виживає серед обізнаних». Вашингтон Ірвінг цитує його на титульній сторінці «Скетч-бука».
Урочистий тон Бертона та його намагання довести незаперечні факти вагомими цитатами були висміяні Лоуренсом Стерном у «Трістрамі Шенді». Стерн також висміював розбіжності Бертона в назвах його розділів і пародіював його серйозний і тверезий звіт про горе Цицерона через смерть його дочки Туллії.

## Подальше читання
- Edward W. Adams (1896). «Robert Burton and the 'Anatomy of Melancholy',» The Gentleman's Magazine, Vol. CCLXXXI, pp. 46–53
- William Monahan (Fall 2001). Remedial Reading: The Anatomy of Melancholy by Robert Burton, introduction by William H. Gass. Bookforum. Процитовано 14 квітня 2007. The introduction by author William H. Gass runs just under 10 pages
- Mary Ann Lund (2010). «Melancholy, Medicine and Religion in Early Modern England: Reading The Anatomy of Melancholy». Cambridge University Press
- Susan Wells (2019). Robert Burton's Rhetoric: An Anatomy of Early Modern Knowledge. Pennsylvania State University Press

### Інтернет-видання
- The 1638 edition on Google Books
- The Anatomy of Melancholy у проєкті «Гутенберг»
- The Anatomy of Melancholy Online reading and multiple ebook formats at Ex-classics
- The Anatomy of Melancholy at Making of America
- The Anatomy of Melancholy at PsyPlexus
- The Anatomy of Melancholy at Internet Archive – scan of 1896 edition
- The Anatomy of Melancholy at LibriVox (public domain audiobooks)

### Обговорення книги
- Епізод «Анатомія меланхолії» в наш час з BBC Radio 4
- Нова анатомія меланхолії — BBC Radio 4 дослідження та сучасна екстраполяція
- Повне оглядове обговорення «Анатомії меланхолії».